# نيم عالي
نيم عالي (الاسم العلمي:Azadirachta excelsa) هو نوع من النباتات يتبع جنس النيم من الفصيلة الأزدرختية.